# Predmetno indeksiranje
Predmetno indeksiranje je metoda opisivanja dokumenta indeksnim terminima kako bi se označilo o čemu se radi u dokumentu ili da se skrati njegov sadržaj. Razlog zbog kojeg se dokumenti tako označuju je zato što pronalazak informacija ne predstavlja veći problem, nego pronalazak pravih informacija među velikom količinom dostupnih informacija, tako i na Internetu.
Problem je što tražilice, čak i one novije („inteligentne“) ne zadovoljavaju uvijek. Generalno, način funkcioniranja tražilica je da traže pojavljivanje riječi koja se upisuje u pretraživačko sučelje, na što se izlistavaju svakakvi dokumenti u kojima se pojavljuje riječ iz upita, znači čak i one gdje se riječ samo spominje, a nema relevantnu vrijednost.

### Indeksni termini
Jedan od načina povećavanja relevantnosti rezultata pretrage je traženje ključnih riječi koje mogu biti umetnute kao metapodaci (podaci o podacima) unutar stranica interneta. 
Predmetno indeksiranje omogućuje pronalazak potrebnih informacija pomoću pregledavanja metapodataka, umjesto podataka samih. Na taj način korisnik ne treba pregledavati sadržaj dokumenta, nego samo prikaz dokumenta. Predmetno indeksiranje je postupak opisivanja dokumenta indeksnim terminima, koji se koriste u informacijskim znanostima.
Indeksni termini su deskriptori, odnosno riječi koji u sebi sadrže bit teme cijelog dokumenta. Popularni oblik ključnih riječi su oznake. Služe da bi pokazali o čemu se radi o dokumentu te kako bi saželi njegov sadržaj. Indeksni termini se koriste kao ključne riječi pri pronalaženju i izvlačenju informacija iz dokumenata. Svrha predmetnog indeksiranja je da se označivanjem jedinica teksta određeni dokument može lakše pronaći pri traženju. 
Kontrolirani rječnik se koristi u informacijskim znanostima, i za razliku od rječnika prirodnih jezika, koriste se samo prethodno određeni ovlašteni termini. 
Ključne riječi dokumentu dodaje autor, a indeksni termine dokumentima dodjeljuju posebni stručnjaci, indekseri i knjižničari. Oni su profesionalci u analiziranju sadržaja i izučeni su da precizno odrede potrebe korisnika.

### Zaključak
Cijena takve stručne analize nije mala, ali je isplativa investicija za tvrtke s intranetom kojima sati izgubljeni u pretraživanju lokacije traženih informacija predstavljaju gubitak novaca. Što se interneta tiče, postoji drugačija, jeftinija verzija označavanja dokumenata. Nove mrežne aplikacije omogućuju svakom korisniku da obilježava dokumente, tako da socijalno označavanje (metoda suradničkog stvaranja i uređivanja oznaka koja služi da bi se sadržaj označio i kategorizirao) postaje sve popularnije na Web-u. Svakodnevni primjer: video sadržaji na YouTube-u (korisnici svoje postavljene video materijale također indeksiraju tako da upisuju oznake, i ako dobro naprave taj zadatak, sadržaj videa odgovarat će indeksnim terminima, i korisnik će lako preko upita pronaći traženi video materijal).